# Cartwrightia intertribalis
Cartwrightia intertribalis är en skalbaggsart som beskrevs av Islas 1958. Cartwrightia intertribalis ingår i släktet Cartwrightia och familjen Aphodiidae. Inga underarter finns listade.